# Бугарска на Песми Евровизије
Бугарска је редован учесник избора за Песму Евровизије од дебија 2005. године у Кијеву.

## Историјат Бугарске на Песми Евровизије
Свој дебитанстки наступ на Песми Евровизије Бугарска је имала 2005. године у Кијеву, а за првог представника одабран је џез састав Kaffe (бенд) који је извео песму Lorraine на енглеском језику. Освојивши само 49 поена такмичење су завршили у полуфиналу на 19. месту. Ни наредне године Мариана Попова није имала више успеха јер такође није успела да избори пласман у финале такмичења.
За Бугарску је трећа била срећа, јер је етно дует Стојан Јанкулов и Јелица Тодорова са етно поп песмом Вода такмичење успео да заврши на 5. месту у финалној вечери са освојених 157 бодова. То је уједно био и први и једини пласман Бугарске у финале, а био је то и први пут у историји такмичења да је нека песма изведенеа у целости на бугарском језику.
Међутим у наредна 6 наступа бугарски извођачи нису имали среће и сва четири пута су такмичење завршавали у полуфиналној групи. Тако ни Јелица и Стојан, који су поново представљали Бугарску на Песми Евровизије 2013. године, покушавши да поново уђу у финале.
Након две године одсуства, Бугарска се враћа на такмичење 2016. године где их је представљала Поли Генова која је већ представљала Бугарску у Диселдорфу 2011. године. Она тад није прошла у финале, али је 2016. остварила високи пласман за Бугарску и то 4. место. Наредне године, Кристијан Костов остварује најбољи резултат и то 2. место. 2018. године, Бугарска трећу годину заредом улази у финале када их је представљала група Еквинокс са песмом Bones и заузели су 14. место. 2019. године, бугарска телевизија је поново објавила повлачење са такмичења из финансијских разлога. Након одсуства 2019, планирали ду повратак на такмичење 2020. године које је касније било отказано. Званично се враћају на такмичење 2021. године.

## Учесници
| Година    | Извођач                           | Песма                 | Финале            | Поена             | Полуфинале       | Поена            |                  |
| --------- | --------------------------------- | --------------------- | ----------------- | ----------------- | ---------------- | ---------------- | ---------------- |
| 2005      |                                   | "                     | Нису се пласирали | Нису се пласирали | 19               | 49               |                  |
| 2006      | Мариана Попова                    | "                     | Нису се пласирали | Нису се пласирали | 17               | 36               |                  |
| 2007      | Јелица Тодорова и Стојан Јанкулов | "Вода"                | 5                 | 157               | 6                | 146              |                  |
| 2008      | &                                 | "                     | Нису се пласирали | Нису се пласирали | 11               | 56               |                  |
| 2009      | Красимир Аврамов                  | "                     | Нису се пласирали | Нису се пласирали | 16               | 7                |                  |
| 2010      | Миро                              | "Ангел си ти"         | Нису се пласирали | Нису се пласирали | 15               | 19               |                  |
| 2011      | Поли Генова                       | "На инат"             | Нису се пласирали | Нису се пласирали | 12               | 48               |                  |
| 2012      | Софи Маринова                     | "                     | Нису се пласирали | Нису се пласирали | 11               | 45               |                  |
| 2013      | Јелица Тодорова и Стојан Јанкулов | "Само шампиони"       | Нису се пласирали | Нису се пласирали | 12               | 45               |                  |
| 2014–2015 | Није учествовала                  | Није учествовала      | Није учествовала  | Није учествовала  | Није учествовала | Није учествовала | Није учествовала |
| 2016      | Поли Генова                       | "If Love Was a Crime" | 4                 | 307               | 5                | 220              |                  |
| 2017      | Кристијан Костов                  | "Beautiful Mess"      | 2                 | 615               | 1                | 403              |                  |
| 2018      |                                   | "                     | 14                | 166               | 7                | 177              |                  |
| 2019      | Није учествовала                  | Није учествовала      | Није учествовала  | Није учествовала  | Није учествовала | Није учествовала | Није учествовала |
| 2020      |                                   | "                     | Отказано          | Отказано          | Отказано         | Отказано         |                  |
| 2021      |                                   | "                     | 11                | 170               | 3                | 250              |                  |
| 2022      |                                   | "                     | Нису се пласирали | Нису се пласирали | 16               | 29               |                  |
| 2023–2025 | Није учествовала                  | Није учествовала      | Није учествовала  | Није учествовала  | Није учествовала | Није учествовала | Није учествовала |

- Јелица & Стојан 2007.
-DJ, Take Me Away 2008.